# 戈里什尼察市鎮

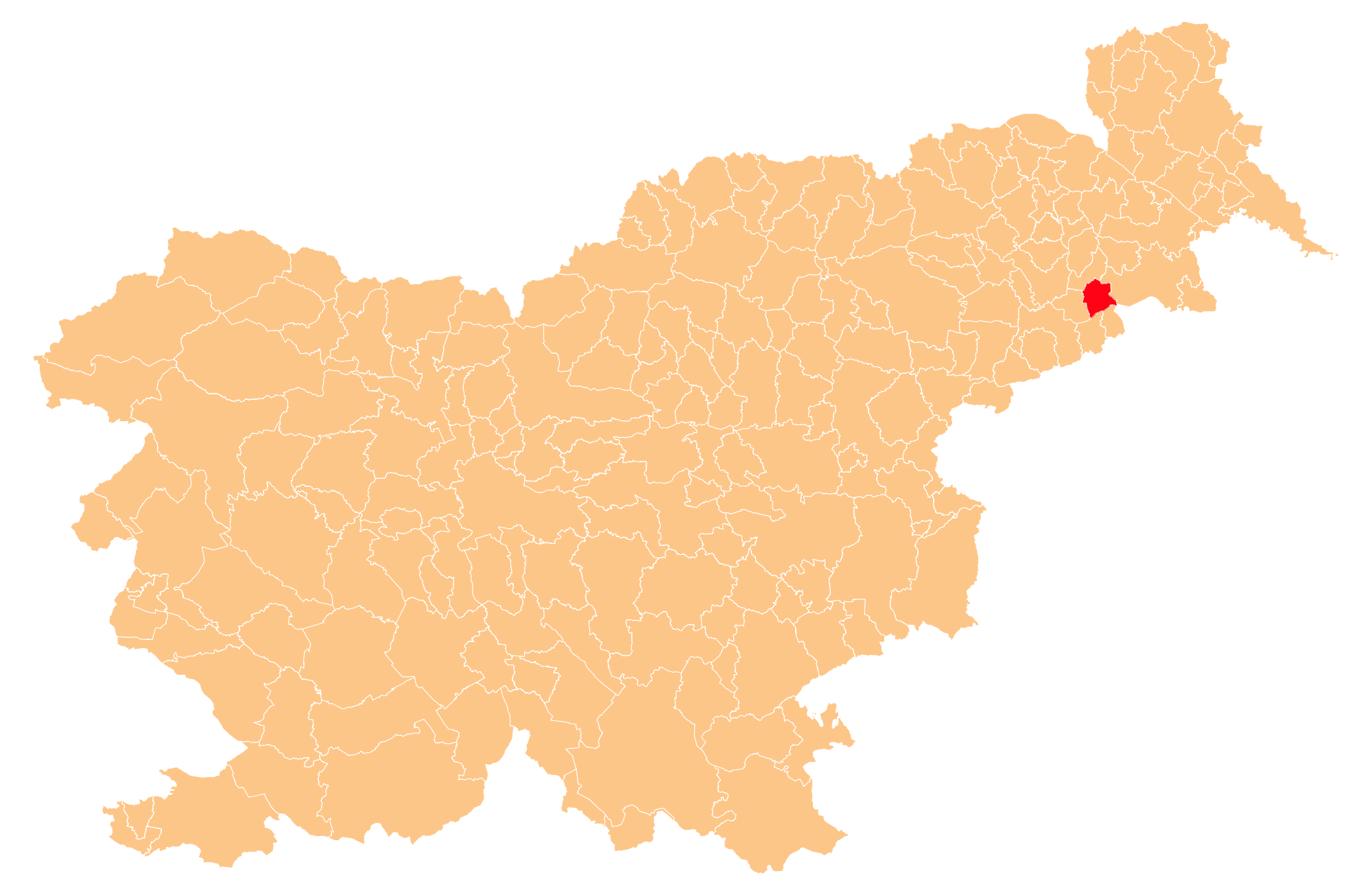
戈里什尼察市鎮在斯洛文尼亚的位置

戈里什尼察市鎮是斯洛文尼亞东北部的一個市镇，行政中心為戈里什尼察。市镇面积为61.2平方公里，2002年人口数量为5,822人。現在為波德拉夫统计区的一部分。